# 瓦揚區
瓦揚區（西班牙語：Distrito de Huayán），是秘魯的一個區，位於該國北部安卡什大區的瓦爾梅省，始建於1907年12月21日，面積58.99平方公里，海拔高度2,706米，2005年人口1,157，人口密度為每平方公里20人。